# Arteră temporală superficială
Artera temporală superficială este o arteră majoră a capului. Apare din artera carotidă externă atunci când se desparte în artera temporală superficială și artera maxilară.
Pulsul său poate fi simțit deasupra arcului zigomatic, deasupra și în fața tragusului urechii.

## Anatomie
Artera temporală superficială este cea mai mică dintre cele două ramuri de capăt care se despart superior de artera carotidă externă. Pe baza direcției sale, artera temporală superficială pare a fi o continuare a arterei carotidei externe.
Începe în interiorul glandei parotide, în spatele gâtului mandibulei și trece superficial peste rădăcina posterioară a procesului zigomatic al osului temporal; la aproximativ 5 cm deasupra acestui proces se împarte în două ramuri, artera frontală și artera parietală.

### Ramuri
Ramura parietală a arterei temporale superficiale (temporală posterioară) este o arteră mică în cap. Este mai mare decât ramura frontală și se curbează în sus și înapoi pe partea laterală a capului, situată superficial fasciei temporale și se unește cu omologul său din partea opusă și cu arterele auriculare și occipitale posterioare.
Ramura frontală a arterei temporale superficiale (temporală anterioară) are un traseu sinuos în sus și înainte spre frunte, alimentând mușchii, pielea și pericraniul din această regiune și anastomozându-se cu arterele supraorbitale și frontale. O estimare a traseului nervului în țesutul moale al ramurii frontale temporale se poate face folosind reperele Pitanguy. El descrie o linie care începe de la punctul 0,5 cm sub tragus în direcția sprâncenei, trecând 1,5 cm deasupra extremității laterale a sprâncenei.

### Relaţii
Pe măsură ce traversează procesul zigomatic, este acoperit de mușchiul auricular anterior și de o fascie densă; este traversat de ramurile temporale și zigomatice ale nervului facial și de una sau două vene și este însoțit de nervul auriculotemporal, care se află imediat în spatele acestuia.
Artera temporală superficială se alătură (anastomoză) cu (printre altele) artera supraorbitală a arterei carotide interne.

## Semnificație clinică
Artera temporală superficială este adesea afectată în arterita cu celule uriașe și biopsiată dacă diagnosticul este suspectat.

## Imagini suplimentare

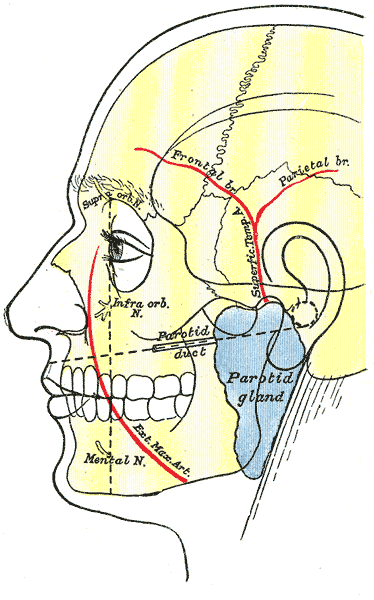
Conturul părții laterale a feței, care prezintă marcajele principale ale suprafeței. (A superficial temporal. Vizibil în centru, la stânga urechii.)
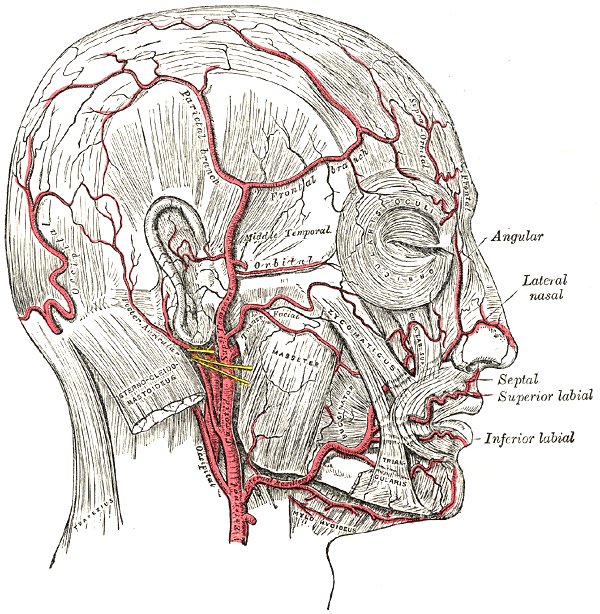
Arterele feței și ale scalpului (ramură frontală etichetată în dreapta sus)